# Campeonato Mundial de Esquí Acrobático de 2015
El XV Campeonato Mundial de Esquí Acrobático se celebró en la estación alpina de Kreischberg (Austria) entre el 16 y el 25 de enero de 2015 bajo la organización de la Federación Internacional de Esquí (FIS) y la Federación Austríaca de Esquí. Paralelamente se realizó el XI Campeonato Mundial de Snowboard.

## Medallistas

### Masculino
| Evento                     | Oro                              | Plata                                | Bronce                               |
| -------------------------- | -------------------------------- | ------------------------------------ | ------------------------------------ |
| Baches (18.01)             | Anthony Benna Francia 86,89      | Mikaël Kingsbury · Canadá · 86,54    | Alexandr Smyshliayev · Rusia · 85,68 |
| Baches en paralelo (19.01) | Mikaël Kingsbury · Canadá        | Philippe Marquis · Canadá            | Marc-Antoine Gagnon · Canadá         |
| Halfpipe (22.01)           | Kyle Smaine Estados Unidos 88,00 | Joffrey Pollet-Villard Francia 86,60 | Yannic Lerjen · Suiza · 82,40        |
| Salto aéreo (15.01)        | Qi Guangpu China 139,50          | Alex Bowen Estados Unidos 121,27     | Maxim Gustik · Bielorrusia · 119,91  |
| Slopestyle (21.01)         | Fabian Bösch · Suiza · 92,60     | Russell Henshaw Australia 91,80      | Noah Wallace Estados Unidos 82,40    |
| Campo a través (25.01)     | Filip Flisar Eslovenia           | Jean-Frédéric Chapuis Francia        | Victor Öhling Norberg · Suecia       |

### Femenino
| Evento                     | Oro                                      | Plata                               | Bronce                                |
| -------------------------- | ---------------------------------------- | ----------------------------------- | ------------------------------------- |
| Baches (18.01)             | Justine Dufour-Lapointe · Canadá · 87,25 | Hannah Kearney Estados Unidos 85,66 | Britteny Cox Australia 81,98          |
| Baches en paralelo (19.01) | Hannah Kearney Estados Unidos            | Justine Dufour-Lapointe · Canadá    | Yuliya Galysheva · Kazajistán         |
| Halfpipe (22.01)           | Virginie Faivre · Suiza · 83,80          | Cassie Sharpe · Canadá · 81,00      | Mirjam Jäger · Suiza · 79,80          |
| Salto aéreo (15.01)        | Laura Peel Australia 88,47               | Kiley McKinnon Estados Unidos 88,12 | Xu Mengtao China 86,84                |
| Slopestyle (21.01)         | Lisa Zimmermann · Alemania · 85,80       | Katie Summerhayes Reino Unido 82,80 | Zuzana Stromková · Eslovaquia · 77,60 |
| Campo a través (25.01)     | Andrea Limbacher · Austria               | Ophélie David Francia               | Fanny Smith · Suiza                   |

## Medallero
| Núm. | País           | Oro | Plata | Bronce | Total |
| ---- | -------------- | --- | ----- | ------ | ----- |
| 1    | Canadá         | 2   | 4     | 1      | 7     |
| 2    | Estados Unidos | 2   | 3     | 1      | 6     |
| 3    | Suiza          | 2   | 0     | 3      | 5     |
| 4    | Francia        | 1   | 3     | 0      | 4     |
| 5    | Australia      | 1   | 1     | 1      | 3     |
| 6    | China          | 1   | 0     | 1      | 2     |
| 7    | Alemania       | 1   | 0     | 0      | 1     |
| 7    | Austria        | 1   | 0     | 0      | 1     |
| 7    | Eslovenia      | 1   | 0     | 0      | 1     |
| 10   | Reino Unido    | 0   | 1     | 0      | 1     |
| 11   | Bielorrusia    | 0   | 0     | 1      | 1     |
| 11   | Eslovaquia     | 0   | 0     | 1      | 1     |
| 11   | Kazajistán     | 0   | 0     | 1      | 1     |
| 11   | Rusia          | 0   | 0     | 1      | 1     |
| 11   | Suecia         | 0   | 0     | 1      | 1     |
|      | TOTAL          | 12  | 12    | 12     | 36    |